# Caecidotea simulator
Caecidotea simulator är en kräftdjursart som beskrevs av Lewis 1999. Caecidotea simulator ingår i släktet Caecidotea och familjen sötvattensgråsuggor. Inga underarter finns listade i Catalogue of Life.